# Баламутівська печера
Баламу́тівська — печера, геологічна пам'ятка природи загальнодержавного значення в Україні. Розташована в Заставнівському районі Чернівецької області, неподалік від північно-східної околиці села Баламутівка. 
Площа пам'ятки природи 10 га. Статус надано згідно з Постановою Ради Міністрів від 21.07.1965 року № 711, сучастий статус — з 1975 року. Перебуває у віданні Баламутівської сільської ради. 
Довжина печери понад 200 м. Вхід розташований у верхній частині правого скелястого схилу долини Дністра, і являє собою просторий грот завширшки 20 м, завдовжки бл. 15 м, заввишки до 10 м. Дно грота завалене гіпсовими брилами. Сама печера низька і порівняно вузька. Висота галереї бл. 1—1,5 м, ширина 1—2 м. 
Під час археологічних досліджень у гроті були виявлені настінні малюнки періоду мезоліту (12—10 тис. років до н. е.), які мають велику археологічну та історичну цінність.

## Галерея

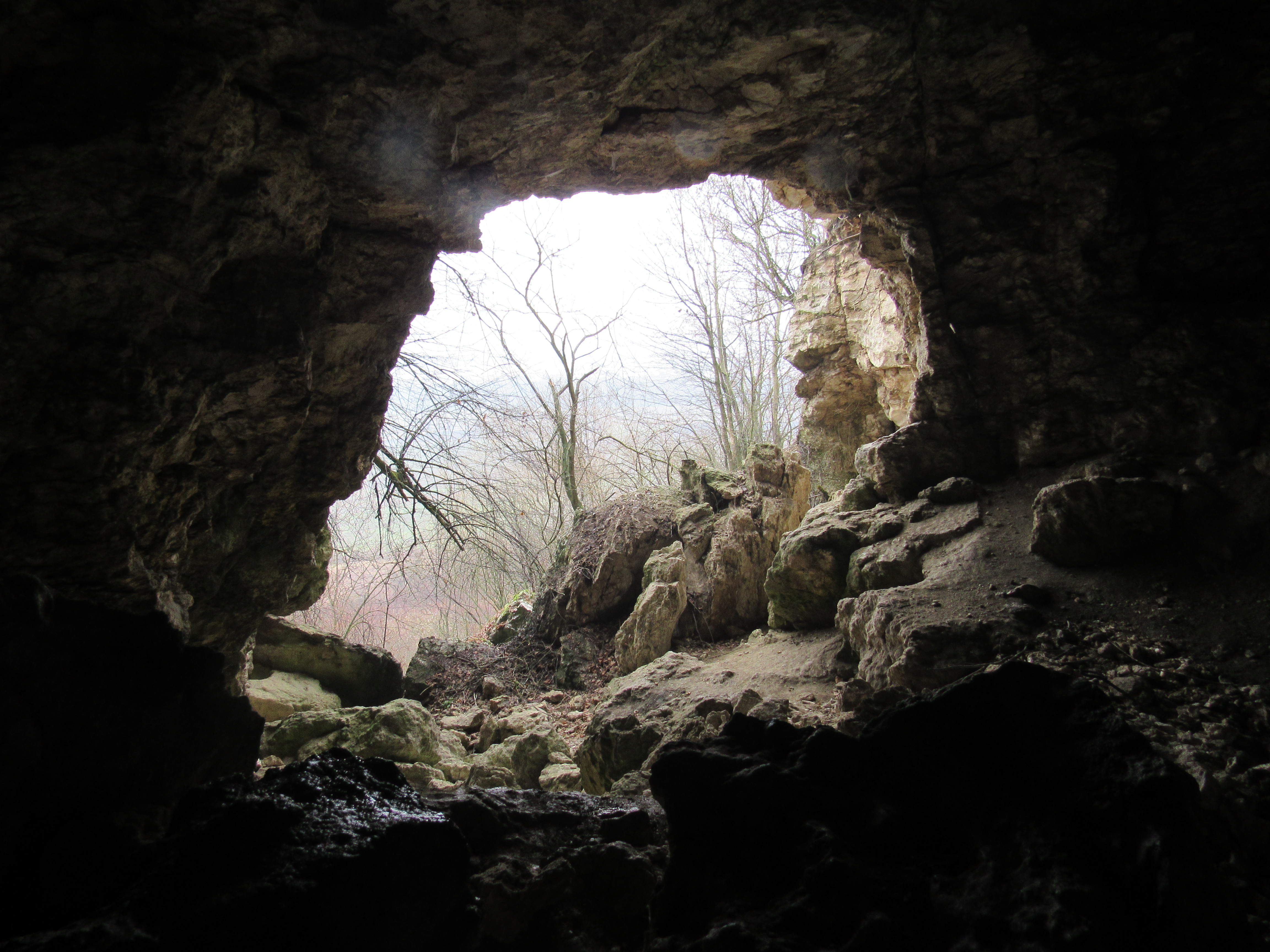
Печера Баламутівська зсередини
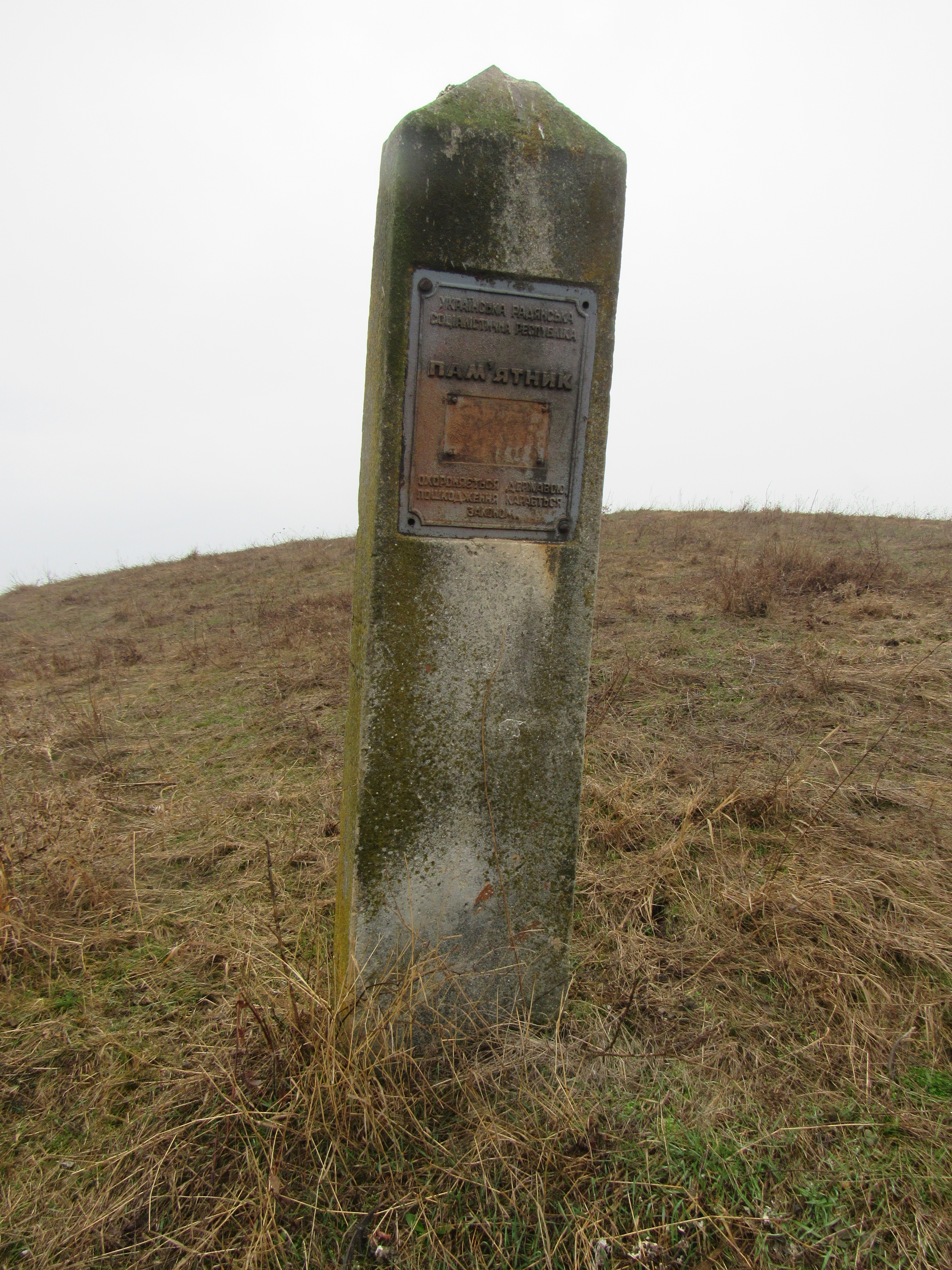
Охоронний знак